# Szahidka
Szahidka (w Rosji także czarna wdowa) – określenie kobiet-zamachowczyń posługujących się tak zwanym pasem szahida, wyładowanym materiałami wybuchowymi, które uważane są przez islamistów za męczenniczki. Samobójcze zamachy kobiet zdarzały się w konflikcie izraelsko-palestyńskim, w Czeczenii, Rosji, Iraku, Indiach (ofiarą samobójczyni padł w Madrasie indyjski premier Rajiv Gandhi), Sri Lance.
Wzrost liczby zamachowczyń jest tłumaczony na kilka sposobów: wzrostem znaczenia kobiet w arabskiej, silnie konserwatywnej kulturze, ale także odwrotnie – marginalizacją kobiet – oraz powodem praktycznym, czyli zakorzenioną w większości kultur świata mniejszą podejrzliwością wobec kobiet (co jednak zaczyna się powoli zmieniać, szczególnie w rejonach nasilonych konfliktów).
Islam zabrania popełniania samobójstwa (chociaż zabity w marcu 2004 roku przez izraelskie siły bezpieczeństwa szejk Ahmad Jasin przyjął regułę pozwalającą muzułmańskim kobietom popełniać samobójstwo), ale organizacje terrorystyczne coraz częściej wykorzystują kobiety właśnie dlatego, że budzą mniej podejrzeń i w punktach kontrolnych (granice, lotniska) przechodzą mniej rygorystyczne kontrole. Problem ten ma istotne znaczenie w kulturze semickiej, w których dokładne badanie kobiety, zwłaszcza przez mężczyznę, budzi szczególne zastrzeżenia natury etycznej (dlatego w Izraelu w niemal wszystkich punktach kontrolnych znajdują się kobiety, które mogą przeprowadzić badanie z mniejszym naruszeniem obyczajów).
Reakcje świata muzułmańskiego na wzrost liczby zamachów przeprowadzanych przez kobiety był niejednoznaczny: jedni zdecydowanie poparli pełne zaangażowanie w dżihad, natomiast inni skrytykowali tę praktykę jako okrucieństwo, a nawet wyśmiewali męskość członków organizacji terrorystycznych, co w arabskiej tradycji jest szczególnie uwłaczające.